# سئونگ دئوک گوجوسان
سئونگ دئوک سیزدهمین پادشاه گوجوسان بود. او از سال ۷۹۳ قبل از میلاد تا ۷۷۸ قبل از میلاد سلطنت کرد. نام واقعی او وول (هانگول: 월، هانجا: 越) بود. بعد از او دو هویی به سلطنت رسید.